# Ольгино (Табунский район)

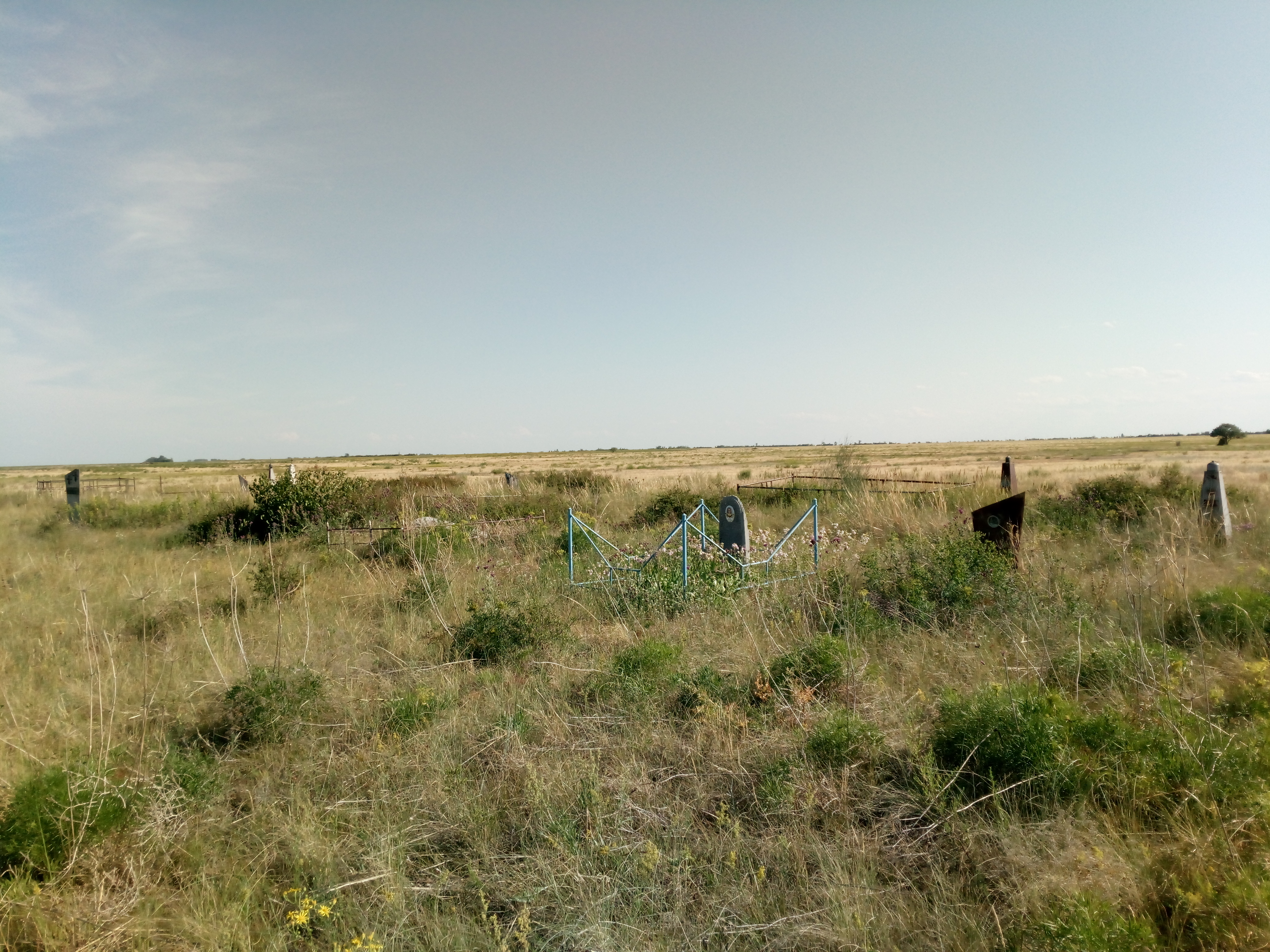

Ольгино — упразднённое село в Табунском районе Алтайского края. Ликвидировано в 1970 г., население переселено в село Сереброполь.

## География
Село располагалось в 5 км к юго-востоку от села Сереброполь.

## История
Основано в 1911 году, немцами переселенцами из Причерноморья и Поволжья. До 1917 года лютеранское село Славгородской волости Барнаульского уезда Томской губернии. Лютеранский приход Томск-Барнаул. С 1920 в составе Бославинского сельсовета, затем Серебропольского. В 1931 г. организован колхоз «Память Ильича». В связи с ликвидацией неперспективных сел жителей переселены в Сереброполь.

## Население

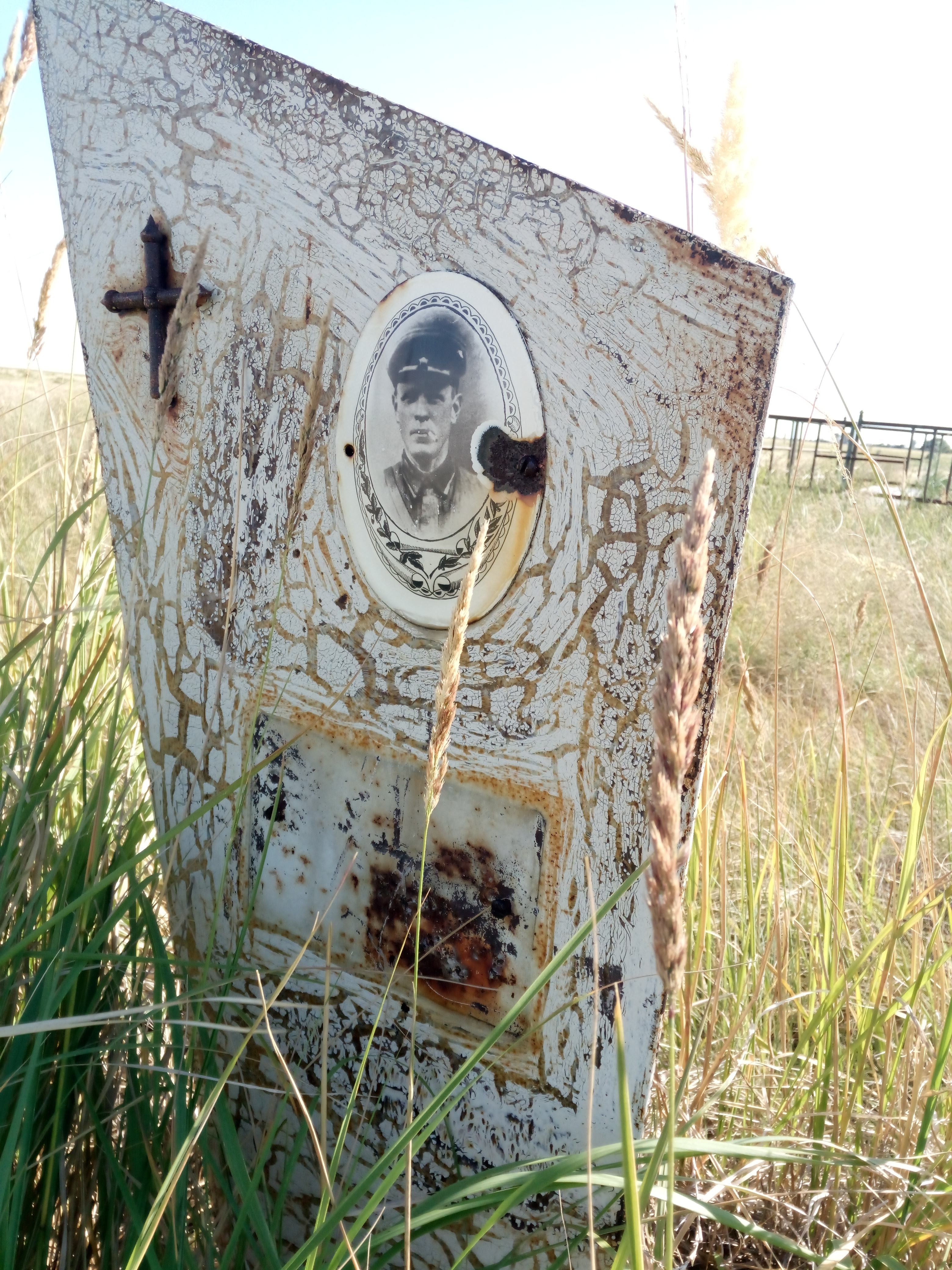

## Население[1]
| год     | 1926 |
| ------- | ---- |
| человек | 153  |